# Guerra polacco-teutonica (1519-1521)
La guerra polacco-teutonica del 1519-1521 (in tedesco Reiterkrieg, "la guerra dei cavalieri"; in polacco Wojna pruska, Guerra Prussiana) fu un conflitto che coinvolse il Regno di Polonia e l'Ordine teutonico. La guerra si concluse con un armistizio nel 1521. Cinque anni più tardi, col trattato di Cracovia, parte dello Stato monastico dei Cavalieri Teutonici fu secolarizzato diventando Ducato di Prussia. Il Gran Maestro regnante Alberto di Hohenzollern divenne il primo Duca di Prussia pagando l'Omaggio Prussiano come vassallo a suo zio il re polacco Sigismondo I il Vecchio.
| Controllo di autorità | LCCN (EN) sh93004839 · J9U (EN, HE) 987007530124705171 |